# Approaching Thunder Storm
Approaching Thunder Storm (L'approche de l'orage) est une peinture de 1859 du peintre américain Martin Johnson Heade. C'est sa plus grande peinture et elle fait partie de la collection du Metropolitan Museum of Art. Il est notable pour sa représentation dramatique de l'humeur menaçante du ciel noircissant et du sol étrangement illuminé avant la tempête elle-même. La peinture est liée aux tensions croissantes d'avant la guerre civile, qui sont souvent manifestées en termes d'imagerie naturelle,. 
Venant d'une série de peintures de Heade comprenant des paysages côtiers, cette œuvre est basé sur un croquis réalisé par Heade d'une tempête approchant sur la baie de Narragansett, dans le Rhode Island. Un pêcheur s’assoit près du rivage en regardant approcher la tempête ; il y a un pâle éclair rouge dans la ciel à gauche. À sa gauche il y a un chien, une bouilloire en fer et une voile de bateau étalée. Un autre pêcheur rame vers le rivage, ayant laissé son voilier sur la baie. Son placement dans la composition aide à fournir un sentiment de distance et un récit de la scène. 
Strazdes suggère que « Heade [...], tente d'injecter dans sa vision artistique une simplicité sérieuse et monumentale qu'il n'avait pas auparavant ». La composition est très ouverte, comme vue à travers un objectif grand angle, et relativement vide. Les bandes de couleur sombre sont uniques pour une œuvre paysagère. Le long horizon est une influence d'un contemporain de Heade, Frederic Edwin Church (avec qui il a partagé un studio), comme dans des peintures comme Niagara.  

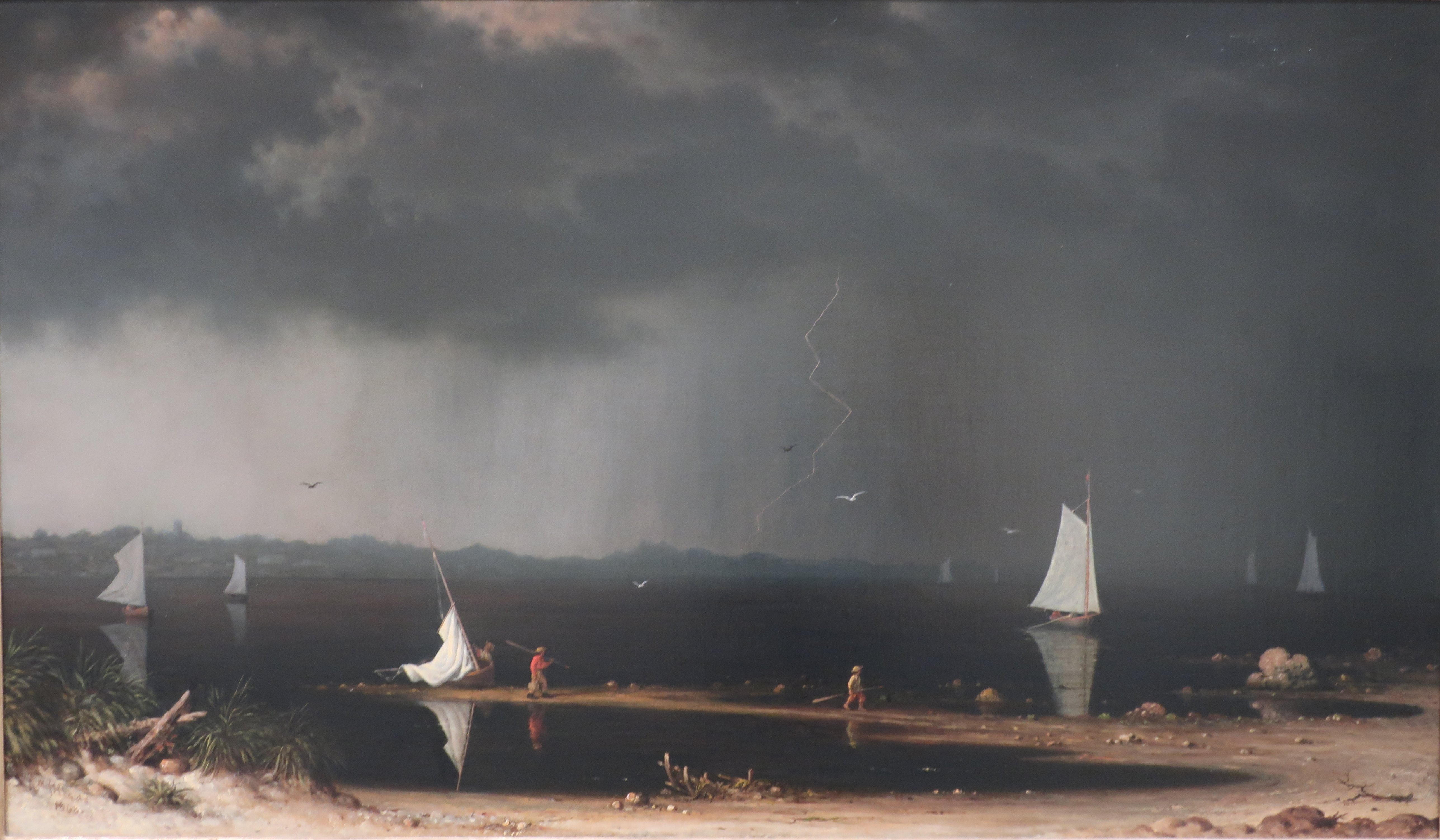
Heade, Thunder Storm sur la baie de Narragansett (1868)

De nombreux pentimenti suggèrent que Heade a modifié la composition au fil du temps ; par exemple, les collines à l'horizon étaient à l'origine plus grandes et plus dentelées. Les dossiers suggèrent que Approaching Thunder Storm a été exposé à la National Academy of Design en 1860. En 1868, Heade peint Thunder Storm sur la baie de Narragansett, une composition similaire. 